# Blechnum moranianum
Blechnum moranianum là một loài thực vật có mạch trong họ Blechnaceae. Loài này được A. Rojas mô tả khoa học đầu tiên năm 2006.